# Château de Bessay
 (novembre 2023).
Si vous disposez d'ouvrages ou d'articles de référence ou si vous connaissez des sites web de qualité traitant du thème abordé ici, merci de compléter l'article en donnant les références utiles à sa vérifiabilité et en les liant à la section « Notes et références ».
 (novembre 2023).
L'article doit être relu — et modifié si nécessaire — par des contributeurs indépendants pour apporter un regard critique aux contributions effectuées en violation des conditions d'utilisation de Wikipédia, tant sur la forme (notamment concernant le style encyclopédique, la proportionnalité) que sur le fond (la neutralité de point de vue, la qualité et l'indépendance des sources).
Le château de Bessay est un château situé sur la commune de Bessay, dans le département de Vendée, en France.

## Localisation
Situé à une trentaine de kilomètres de la côte sud vendéenne, au cœur de l'ancien Bas Poitou, le château de Bessay surplombe l'une des dernières collines du bocage, en lisière de la plaine de Luçon et du marais poitevin. Il est encadré par la Smagne au sud et le Lay au nord, et se situe dans une commune essentiellement agricole. La région du Sud Vendée est connue pour son climat doux, ses étés ensoleillés et la fertilité de sa terre. Ces caractéristiques géographiques et naturelles en font un point stratégique, une zone charnière à l'implantation humaine ancienne.

## Étymologie
Selon la légende le nom de la commune de Bessay tirerait son origine d'un chef gaulois, Bessiacum, ou Bessiacos qui aurait vécu sur la colline et aurait ainsi fondé le village.

## Description
Aujourd'hui le château de Bessay est constitué d'un corps de logis flanqué de deux tours.
La première, rectangulaire, percée de seulement quatre fenêtres, possède une silhouette massive.
La seconde, la plus marquante, est circulaire et mesure plus de 24 mètres de haut. Elle a été reconstruite en 1577, comme l'atteste un ancien cartouche gravé sur une marche de la tour. Son aspect général est défensif, en raison du contexte des Guerres de Religion (1562-1598) qui ont fait rage dans la région. D'où le spectaculaire système défensif que constitue le chemin de ronde, avec créneaux, mâchicoulis, meurtrières, vue à 360° sur les alentours, et les contreforts au pied de la tour. Néanmoins la tour est également marquée par le style Renaissance italienne. Plusieurs éléments en témoignent : la silhouette allongée du dôme couronné d'un lanternon élancé, l'usage d'ardoises et de pierres blanches (pierre blanche de Chauvigny sur la tourelle), qu'on retrouve dans les châteaux de la Loire, la présence de diverses moulures, cannelures, corniches, qui donnent à l'ensemble une allure élégante. La combinaison harmonieuse de ces éléments défensifs et artistiques font de la tour un témoignage architectural riche et peu commun.
La tour est composée de plusieurs niveaux. Au sous-sol, une cave, ou saloir, dont l'épaisseur des murs permet de conserver la fraîcheur.
Au rez-de-chaussée, un cuisine percée au plafond d'un passe-plats.
Un escalier à vis donne accès à la chambre d'apparat, dite chambre d'Henri IV. Elle est ornée d'une cheminée portant deux écus sculptés en ronde-bosse et peints, probablement aux armes de la famille Bessay ou de familles alliées, tenus par des effigies de la fée Mélusine. Les deux armoiries ont été martelées au cours de la Révolution.
Un étage plus haut, une seconde chambre, où est né le cardinal Anne-Louis-Henri de La Fare.
Au niveau suivant se tient la salle des gardes, cerclée par une chemin de ronde offrant des moyens de défense et d'observation stratégiques.
Le dernier étage, sous la charpente restaurée intégralement à l'ancienne par les Compagnons du Devoir et du Tour de France, tenait lieu de combles. Son unique fenêtre offre un panorama de grande ampleur. Une légende locale rapporte qu'une cossarde, être fantastique mi-femme mi-rapace, hante cette partie de la tour.
A une cinquantaine de mètres de la tour ronde se tient dans le parc du château un colombier, ou fuie, symbole de la puissance économique, politique et sociale du seigneur local. Il est considéré comme le plus grand du Bas-Poitou et compte plus de 3000 niches ou boulins, chacun correspondant à un hectare de terre. De forme carrée, cet édifice massif aux murs de plus de deux mètres d'épaisseur serait un ancien donjon médiéval.
Le parc s'étend autour du château et compte plusieurs arbres multiséculaires, notamment des cèdres du Liban et des chênes.
Le château doit sa silhouette actuelle à d'importants travaux de restauration qui ont été entrepris depuis 1987, après une période d'abandon.

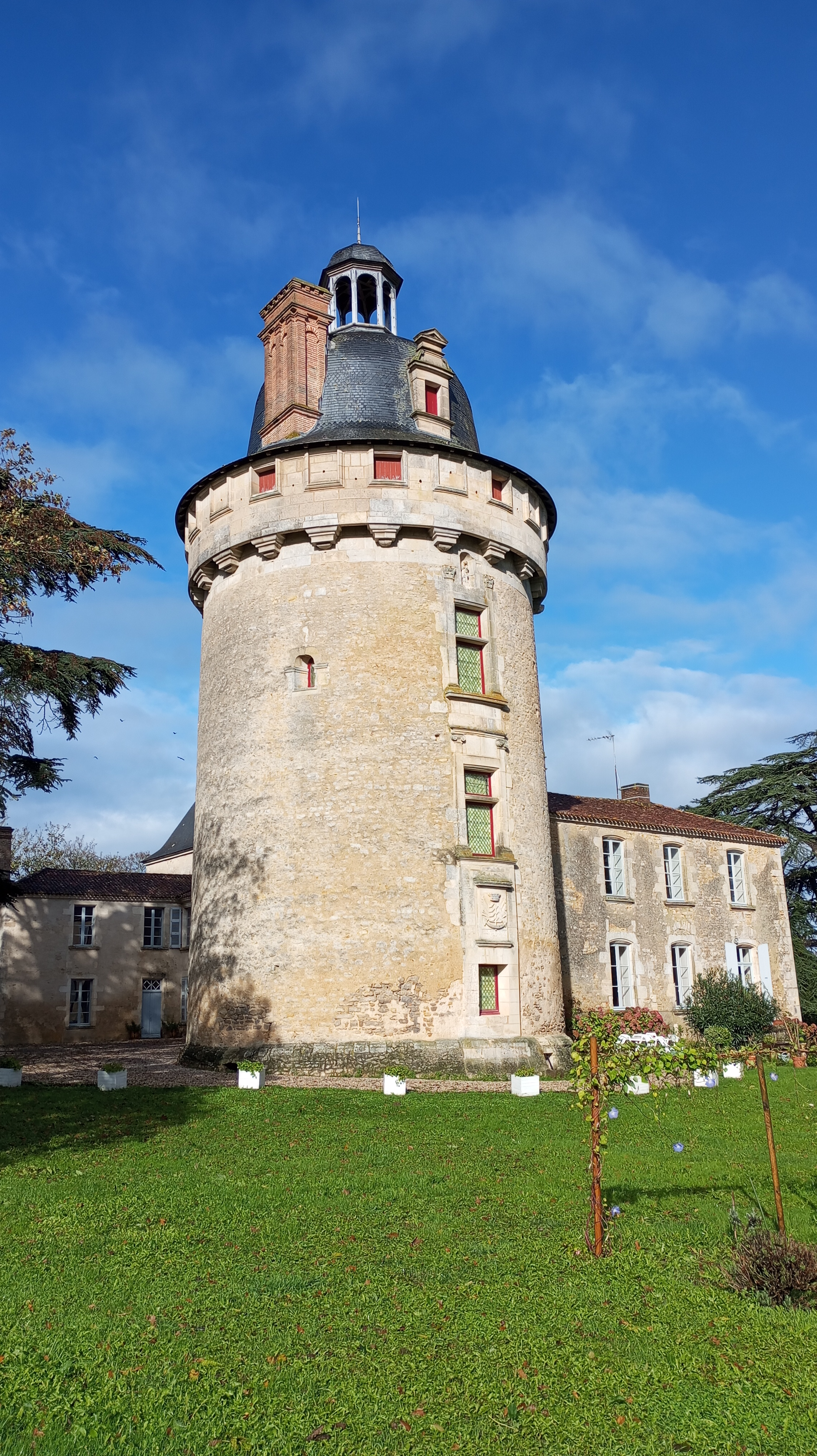
La tour de Bessay après d'importants travaux de restauration

## Historique
L'ancien Poitou est peuplé depuis la préhistoire. Les plus anciennes traces de présence humaine dans la commune de Bessay remontent à l'époque gauloise. La région était alors partagée entre les Pictons au nord et les Santons au sud.
L'ère mérovingienne a également marqué Bessay. Des fondations anciennes et des éléments de sépultures attestent d'une population déjà bien implantée.
Au Moyen Âge, un donjon est construit sur le point haut de la colline. Les caves du château datent de cette période, ainsi que les fondations du colombier. La famille Bessay, d'ancienne chevalerie, est attestée dès le XIIIe siècle. Elle est affiliée à la famille Lusignan, grande famille du Poitou dont sont issus nombre de personnalités historiques ou légendaires, dont des rois de Jérusalem. La parenté Bessay-Lusignan remonte mythiquement à Raymondin de Lusignan, qui aurait épousé le personnage légendaire de la fée Mélusine. Les armes de la famille Bessay sont De sable à quatre fusées d'argent posées en bande.
Le seigneur de Bessay le plus connu est sans conteste Giron de Bessay, ami personnel d'Henri de Navarre, futur Henri IV. Il le reçoit dans la tour ronde qu'il a remis sur pieds en 1577. Converti au protestantisme, il épouse Renée, de la maison de Machecoul, elle-même fille d'un chef  huguenot de la région nantaise. Leurs armes conjointes sont apposées sur le côté Est de la tour ronde, sculptées en ronde-bosse et accompagnées de l'inscription  « Giron Sire de Bessay - René de Machecoul - 1577 ». Elles sont entourées d'un décors de trophées. La loyauté de Giron de Bessay envers Henri IV lui vaut la charge de vice-amiral de Guyenne en 1582, puis de gentilhomme de la chambre du Roi. Il  est cependant décrit dans les témoignages de l'époque comme emporté et violent, souvent en conflit avec l'évêque de Luçon, dont il aurait incendié une partie des archives. Il est également mis en cause dans une affaire d'assassinat d'un clerc sur la route de Moutiers-sur-le-Lay. Il est poursuivi en justice et condamné à mort par contumace à Fontenay-le-Comte.
Plus tard, Charles de Bessay s'illustre au siège d'Arras en 1640 où il meurt en prononçant : « Je meurs pour mon roi et pour la France, je remplis ma devise : fais ce que tu dois et n'aie pas peur ! »
Sous la Révolution, Paul Isaac de Bessay prend la tête d'un soulèvement paysan pour s'unir à la révolte royaliste vendéenne. Il devient aide de camp du général Charles Sapinaud de la Rairie. Il est cité dans les plus jeunes combattants, il aurait en effet eu 14 ou 15 ans au début du soulèvement.
A moins de deux kilomètres du château a eu lieu le 14 août 1793 la bataille de la Mainclaye qui donne suite à la défaite de Luçon. Le château sert alors de point de regroupement pour l'armée du général Maurice d'Elbée.
En 1794 Bénigne-Marguerite et Louise de Bessay de la Voust, religieuses, sont arrêtées le 20 janvier 1794 à Tiffauges. Elles sont incarcérées à Cholet et fusillées le 10 février 1794. Une plaque commémorative est apposée en leur souvenir dans la cathédrale de Luçon (Archives de Maine-et-Loire, L1167).
Le cardinal de La Fare, autre personnalité marquante de la famille, débute une brillante carrière politique et ecclésiastique aux États Généraux de 1789, dont il préside la messe d'ouverture. Il part en Émigration puis revient en France sous la Restauration. Il est aussi connu pour avoir prononcé le sermon du sacre de Charles X.
Charles de Bessay combat comme Zouave pontifical en 1862.
Le dernier Bessay, Victor-Xavier, meurt en 1873 et sa femme Claire-Laure en 1917. Ils sont enterrés dans le cimetière du village.
Le château passe ensuite à la famille de Beaumont. Commence alors une longue période d'abandon, de pillage et d'effondrement. Le toit de la tour ronde s'effondre et la commune de Bessay fait couler une dalle de béton sur le haut de la tour pour éviter l'effondrement total de l'édifice.

## Travaux de restauration
Des travaux de restauration ont été menés depuis 1987. Le chantier, s'étageant sur plusieurs dizaines d'années, a permis notamment de changer les toitures du corps de logis. Ces dernières, anciennement en tuiles romaines comme l'attestent des illustrations du XVIIIe siècle, avaient été remplacées au XIXe siècle par des ardoises dans le style romantique. Des tuiles sont à nouveau apposées sur les toitures, rendant à l'édifice sa silhouette régionale et historique.
La toiture de la tour carrée, effondrée elle aussi, est également remontée.
Le chantier de la tour ronde suit plusieurs étapes : pose d'enduits, remise à niveau des sols, remplacement de pierres cassées, comblement de pavements lacunaires, recollage des moulures des cheminées, pose de vitraux, remise en état du chemin de ronde (alors exposé aux intempéries), pose d'une charpente sur mesure, d'une couverture d'ardoises taillées à la main, et enfin d'un lanternon en chêne pour couronner le tout.
Quant au colombier, dont la toiture et l'un des murs sont au sol, il est d'abord consolidé pour éviter qu'il ne s'effondre totalement. Après un long débroussaillage de l'intérieur, la ruine est ensuite remontée et couverte. Ce long chantier se termine par une journée d'inauguration. Cela en fait un lieu enfin protégé, qui accueille visites et conférences.

## Classement et protection
La tour ronde est classés en 1932 et le pigeonnier en 1990 aux Monuments Historiques. Le reste est inscrit à l'inventaire supplémentaire des Monuments Historiques depuis 1988.